# Guarizinho
Guarizinho é um distrito do município brasileiro de Itapeva, no interior do estado de São Paulo. O distrito é formado pela vila de Guarizinho (sede) e pelos bairros Caputera (antiga sede), Amarela Velha e Cercadinho.

## História

### Origem

#### Guarizinho
A sede do distrito tem origem no povoado de Santana do Guareí, fundado em território do município de Santo Antônio da Boa Vista (atual Itaí), que ao ser elevado a condição de distrito em 1908 passou a ser denominado Caputera, mas em 1912 após deixar de ser a sede do distrito passou a ser conhecido como Guareí ou Guarí. No ano de 1938 passou a ser a sede definitiva do distrito, com o nome de Guarizinho.

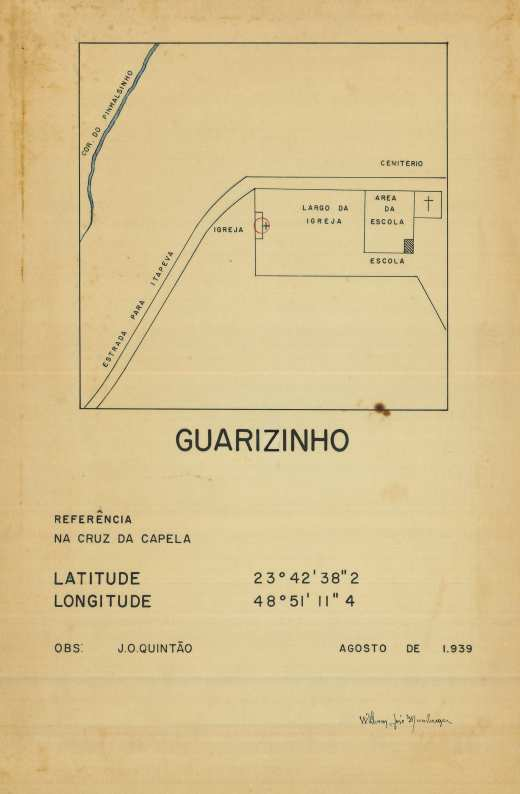
Croqui da área urbana original.

#### Caputera
O bairro Caputera tem origem no povoado de Água Larga, também fundado em território do município de Santo Antônio da Boa Vista (atual Itaí), que a partir de 1912, quando foi elevado a sede do distrito, passou a ser denominado Caputera de forma definitiva.

### Formação administrativa
- Distrito policial de Santana do Guareí, criado no ano de 1897 no município de Santo Antônio da Boa Vista (atual Itaí)[3].
- Elevado a distrito pela Lei nº 1.156 de 26/12/1908 com o nome de Caputera[4][5].
- Pela Lei nº 1.345 de 18/12/1912 a sede do distrito foi transferida para o povoado de Água Larga, passando esse povoado a ser denominado Caputera[6][7].
- Em 1929 o distrito é transferido para o município de Faxina (atual Itapeva)[8].
- Pelo Decreto nº 9.775 de 30/11/1938 a sede voltou a ser o povoado de Guarí e o distrito passou a se chamar Guarizinho[9].

### Pedido de emancipação
O distrito tentou a emancipação político-administrativa e ser elevado à município, através de processo que deu entrada na Assembléia Legislativa do Estado de São Paulo no ano de 1993, mas como não atendia os requisitos necessários exigidos por lei para tal finalidade o processo foi arquivado.

## Geografia

### Demografia

#### População urbana
| Crescimento população urbana | Crescimento população urbana | Crescimento população urbana | Crescimento população urbana |
| Censo                        | Pop.                         |                              | %±                           |
| ---------------------------- | ---------------------------- | ---------------------------- | ---------------------------- |
| 1934                         | 107                          |                              |                              |
| 1940                         | 117                          |                              | 9,3%                         |
| 1950                         | 163                          |                              | 39,3%                        |
| 1960                         | 234                          |                              | 43,6%                        |
| 1970                         | 271                          |                              | 15,8%                        |
| 1980                         | 172                          |                              | −36,5%                       |
| 1991                         | 261                          |                              | 51,7%                        |
| 2000                         | 405                          |                              | 55,2%                        |
| 2010                         | 558                          |                              | 37,8%                        |
| Fonte: IBGE e Fundação SEADE |                              |                              |                              |

#### População total
Pelo Censo 2010 (IBGE) a população total do distrito era de 4 364 habitantes.

### Área territorial
A área territorial do distrito é de 600,995 km².

### Bairros
O distrito é constituído por dois principais pólos demográficos: o primeiro formado pela conurbação dos bairros do Guari (sede), Vila Falconi, Bairro de Cima e Capoavinha, e o segundo formado pela conurbação dos bairros da Caputera, Prudentes, Pequeanada, Cabeceira da Caputera, Amarela Velha, Corujada, Vila do Saci, Cercadinho, Portão e Vaz. Também fazem parte do distrito os bairros adjacentes da Conquista, Chapada, Pé Chato, Capoeirão, Takaoka, Lagoa Grande e Quilombo do Jaó.

### Rodovias
O principal acesso ao distrito é a estrada vicinal SP-258 - Guarizinho - Caputera - Rodovia Raposo Tavares (SP-270).

## Serviços públicos

### Registro civil
Atualmente é feito na sede do município, pois o Cartório de Registro Civil das Pessoas Naturais do distrito foi extinto pelo  Tribunal de Justiça do Estado de São Paulo, e seu acervo foi recolhido ao cartório do distrito sede.

### Saneamento
O serviço de abastecimento de água é feito pela Companhia de Saneamento Básico do Estado de São Paulo (SABESP). 
A Sabesp possui poços de coleta e tratamento de água nos bairros do Guari, Caputera, Amarela Velha e Cercadinho, atendendo todo o distrito. Já a coleta e tratamento de esgoto só atende parte do distrito, com estações elevatórias de esgoto no Guari e na Caputera, e o tratamento realizado na ETE Guari-Caputera.

### Energia
A responsável pelo abastecimento de energia elétrica é a Neoenergia Elektro, antiga CESP.

### Telecomunicações
O distrito era atendido pela Telecomunicações de São Paulo (TELESP), que inaugurou as centrais telefônicas de Guarizinho e Caputera, utilizadas até os dias atuais. Em 1998 esta empresa foi vendida para a Telefônica, que em 2012 adotou a marca Vivo para suas operações.

## Atividades econômicas

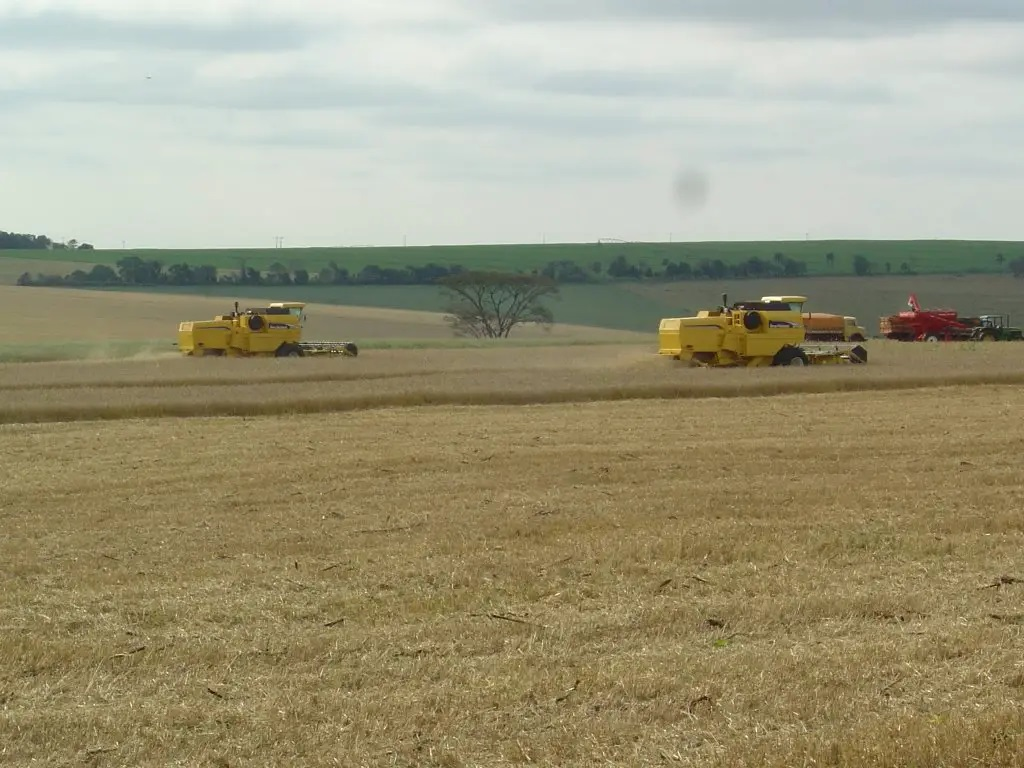
Colheita de trigo em Guarizinho.

Apesar de problemas com a violência decorrentes do asfaltamento da rodovia que liga a sede do município a Paranapanema, o distrito vem sendo alvos de políticas públicas do Governo Federal, em especial uma do CONSAD, destinada ao cultivo de vegetais orgânicos. 
O distrito, situado no médio vale paulista do rio Paranapanema, tem ainda entre suas atividades econômicas a silvicultura, destacando se pecuária extensiva leiteira e de corte, na agricultura uma das principais atividades são o cultivo da cana de açúcar e lavouras de soja, milho, trigo, feijão, algodão e citricultura, além de florestas de pinus e eucalipto.
A indústria ainda é muito fraca na região tendo se a unidade Takaoka da Cooperativa Agroindustrial Holambra, no Cercadinho como a única empresa de grande porte do distrito se comparada as demais fontes geradoras de emprego e recursos financeiros. No entorno da sede do distrito, predomina a vegetação de porte baixo a rasteiro, com coberturas de terreno parciais ou residuais, além de ocupação por lavouras temporárias.

## Religião
O Cristianismo se faz presente no distrito da seguinte forma:

### Igreja Católica
- A igreja faz parte da Diocese de Itapeva[25].

### Igrejas Evangélicas
- Congregação Cristã no Brasil[26].